# Dream with Me Tour
Dream with Me Tour – pierwsza solowa trasa koncertowa amerykańskiej wokalistki Jackie Evancho. W ramach trasy odbyło się 18 koncertów z czego część w zamkniętych salach koncertowych a część na scenach plenerowych. 17 koncertów odbyło się na terenie USA, a jeden w Japonii W czasie koncertów Jackie towarzyszyły lokalne orkietry symfoniczne, bądź orkiestry specjalnie na te okazje formowane. W czasie trasy Evancho wykonywała głównie utwory z albumu Dream with Me.

## Lista koncertów
| Data                 | Miasto                    | Państwo           | Miejsce                           | Orkiestra                     |
| -------------------- | ------------------------- | ----------------- | --------------------------------- | ----------------------------- |
| 31 lipca 2011        | Sun Valley, Idaho         | Stany Zjednoczone | Sun Valley Pavilion               | Sun Valley Orchestra          |
| 5 sierpnia 2011      | Atlanta, Georgia          | Stany Zjednoczone | Woodruff Arts Center              | Atlanta Symphony Orchestra    |
| 7 sierpnia 2011      | Highland Park, Illinois   | Stany Zjednoczone | Ravinia Pavilion                  | Ravinia Festival Orchestra    |
| 26 sierpnia 2011     | Omaha, Nebraska           | Stany Zjednoczone | Holland Performing Arts Center    | Omaha Symphony Orchestra      |
| 31 sierpnia 2011     | Dallas, Teksas            | Stany Zjednoczone | Meyerson Symphony Center          | Dallas Symphony Orchestra     |
| 16 października 2011 | Pittsburgh, Pensylwania   | Stany Zjednoczone | Benedum Center                    | Pittsburgh Opera              |
| 7 listopada 2011     | Nowy Jork, Nowy Jork      | Stany Zjednoczone | Avery Fisher Hall, Lincoln Center | *                             |
| 29 grudnia 2011      | Las Vegas, Nevada         | Stany Zjednoczone | Mandalay Bay Events Center        | Orkiestra Davida Fostera      |
| 13 stycznia 2012     | Tokio                     | Japonia           | Bunkamura Orchard Hall            | Tokyo Philharmonic Orchestra  |
| 28 stycznia 2012     | Indio, Kalifornia         | Stany Zjednoczone | Fantasy Springs Resort Casino     | *                             |
| 22 lutego 2012       | San Diego, Kalifornia     | Stany Zjednoczone | Copley Symphony Hall              | San Diego Symphony            |
| 24 lutego 2012       | Los Angeles, Kalifornia   | Stany Zjednoczone | Nokia Theatre L.A. Live           | *                             |
| 26 lutego 2012       | Fresno, Kalifornia        | Stany Zjednoczone | William Saroyan Theatre           | Fresno Grand Opera            |
| 26 marca 2012        | San Francisco, Kalifornia | Stany Zjednoczone | Louise M. Davies Symphony Hall    | *                             |
| 28 marca 2012        | Sacramento, Kalifornia    | Stany Zjednoczone | Community Center Theatre          | *                             |
| 31 marca 2012        | West Valley City, Utah    | Stany Zjednoczone | Maverik Center                    | *                             |
| 3 czerwca 2012       | Alpharetta, Georgia       | Stany Zjednoczone | Verizon Wireless Amphitheatre     | Atlanta Symphony Orchestra    |
| 8 czerwca 2012       | Newark, New Jersey        | Stany Zjednoczone | New Jersey Performing Arts Center | New Jersey Symphony Orchestra |

Gwiazdka w rubryce "orkiestra" oznacza że na ten koncert specjalnie uformowano orkiestrę symfoniczną.

## Statystyki
Uwaga! Poniższe statystyki dotyczą tylko 8 wybranych koncertów odnośnie do których opublikowano dane dotyczące zysków
| Miejsce                           | Miasto                   | Bilety sprzedane / Dostępne | Zysk brutto ($) |
| --------------------------------- | ------------------------ | --------------------------- | --------------- |
| Fantasy Springs Resort Casino     | Indio                    | 2,996 / 3,449 (87%)         | 222,929         |
| Copley Symphony Hall              | San Diego                | 1,604 / 2,101 (76%)         | 139,640         |
| Nokia Theatre L.A. Live           | Los Angeles              | 2,250 / 3,159 (71%)         | 157,252         |
| William Saroyan Theatre           | Fresno                   | 2,148 / 2,307 (93%)         | 202,650         |
| Louise M. Davies Symphony Hall    | San Francisco            | 2,175 / 2,639 (82%)         | 198,453         |
| Community Center Theatre          | Sacramento               | 2,134 / 2,360 (90%)         | 203,867         |
| Maverik Center                    | West Valley City         | 1,809 / 2,016 (90%)         | 129,772         |
| New Jersey Performing Arts Center | Newark                   | 1,619 / 2,528 (64%)         | 137,937         |
| ŁĄCZNIE (z 8 powyższych)          | ŁĄCZNIE (z 8 powyższych) | 16,735 / 20,559 (81%)       | 1,392,500       |